# توم كروفت
توم كروفت (بالإنجليزية: Tom Croft)‏ هو لاعب اتحاد الرغبي بريطاني، ولد في 7 نوفمبر 1985 في باسينجستوك في المملكة المتحدة.

## وصلات خارجية
- توم كروفت على موقع دوري الرغبي الممتاز (الإنجليزية)
- توم كروفت عل موقع إسبنسكروم (الإنجليزية)
- توم كروفت على موقع ItsRugby.co.uk (الإنجليزية)